# かねきよ勝則
かねきよ 勝則（かねきよ かつのり、本名：金清 勝則（読みは同じ）、1978年3月18日 - ）は、北海道旭川市出身 の芸人。お笑いコンビ・新宿カウボーイのボケ担当である。

## 経歴
実家は旭川市末広の寿司屋『清浜』（現在は実父の弟子が継いでいる）。幼少期から寿司職人になって実家を継ぐつもりでいたが、北海道旭川南高等学校の先輩が大阪の吉本総合芸能学院（NSC）に入ったことを聞いて触発され、お笑いをやりたいと思うようになる。放送芸術学院に進学して大阪に移り、同級生とコンビを組んでお笑いコンテストに出場する。専門学校は1年ほどで中退し、なんばグランド花月で舞台進行係の仕事をしていた。大阪時代にはきびのだんごに弟子入りを申し込み、結局断られたことがある。NGKで島田洋七と出会い、付き人を経験する。
2002年1月19日にはぜき信一（現・乾き亭げそ太郎）と「いちばんのり!」を結成。2006年3月11日に解散した。同年2月に元「やまうば」の石沢勤と「新宿カウボーイ」を結成。2016年1月から『さんまのお笑い向上委員会』のモニター横芸人としてピンで出演したことで知名度を上げる。
2017年4月1日女優の佐藤もみじと入籍。
2019年5月、漫才協会理事に就任。
2020年5月、相方の石沢勤とともに太田プロダクションを退社。以後はフリーとして活動。

## エピソード
特技は、スキー・ココイチ1.5kgカレー食い・ゴルフ打ちっぱなし。趣味は、ラグビー・散歩・カラオケ・自分の頭に入るハンチング帽探し。身長187cm、体重105kg、血液型はB型。大柄な体格と薄毛が特徴。衣装は赤のジャケットと白のパンツ。
一発ギャグを得意としており、代表的なギャグは「すいませんこれペンじゃないんですよ」。胸ポケットに挿してあるペンを使ってもいいかと振られると、「すいませんこれペンじゃないんですよ、○○なんですよ」と柄の付いた奇妙な小道具（リモコン、お好み焼きのへら、たわし等）を見せる。このギャグのために常に胸ポケット付きの服を着用しており、ダッフルコートにも付けている。またプライベートでも衣装と似た色合いの私服を着用している。
2020年に旭川観光大使に就任したのを機に、2022年からは「旭川に東京の演芸ホールの雰囲気を持ち込む」をコンセプトとした「旭川演芸祭」を企画・プロデュースしている。「旭川演芸祭」は年1回の恒例イベントとして、2025年現在も開催を続けている。

## 出演作品

### テレビ
NHK
- ドラマ 5んドラ

日本テレビ
- エンタの神様
- 日テレネタの祭典
- くちこみジョニー
- ハマる!動画ネタ天国
- ダウンタウンのガキの使いやあらへんで!!（2009年11月8日、ハイテンションザベストテン）
- アイドルの穴

YTV
- 浜ちゃんと!

TBS
- ガチンコ漫才道
- スパスパ人間学
- 華麗なる一族 - 武田役準レギュラー
- 有吉AKB共和国

CBC
- 第一笑い汁

フジテレビ
- 初詣!爆笑ヒットパレード
- 爆笑レッドカーペット
- 爆笑レッドシアター
- 新春鶴瓶大新年会
- オモバカトライアウト
- ザ・ジャッジ
- さんまのお笑い向上委員会（2016年1月9日〜 )　モニター横芸人(見学者扱い、ノーギャラ)として

朝日放送
- キャくれ家
- お説教アイドル 叱るGENJI

東海テレビ
- フューチャーガールズ

テレビ朝日
- タモリ倶楽部
- 上田ちゃんネルスペシャル
- 虎の門
- 霊能力者 小田霧響子の嘘 - 黒服の男役レギュラー
- 笑う妖精
- 警視庁 ナシゴレン課 第8話ゲスト
- 月笑（CSテレ朝チャンネル）
- ダチョ・リブレ（CSテレ朝チャンネル）

テレビ東京
- ヤンチャ黙示録レギュラー

東京MX
- 新世紀ネタキング決定戦

BS日テレ
- 頭脳バトルBRAIN-X（BS日テレ）

WOWOW
- 孤独の歌声

BS11
- 伊集院光のしんばんぐみ

ネット配信
- インターネットテレビ「ひかり荘」（casTY）
- ヒマツブシTV「太田プロ研究所」

### ラジオ
TBSラジオ
- 伊集院光 日曜日の秘密基地

TOKYO FM
- CNBesWIVE

ニッポン放送
- 柳原可奈子のワンダフルナイト

FM FUJI
- GEKIDAN SAMBA CARNIVAL
- マシンガンズのミラクルボーイミラクルガール

JFN
- 有吉弘行のSUNDAY NIGHT DREAMER（不定期アシスタント）

STVラジオ
- まるごと!エンタメ〜ション
  - ようじのぢかん 3月第4週 (2023年3月27日-2023年3月31日)

### CM
- NTTグループ
- au
- サッポロビール雫（酒）
- 小学館小学1年生

### 映画
- 大阪物語
- ハートマン
- ミツワ
- かずら

### その他
- 武蔵野女子学院などの学園祭
- 太田プロNEW WAVE LIVE
- 雅天芸渦
- ラ・ママ新人コント大会
- お笑い登竜門
- 舞台もうひとつの天の川 - 羽田 役

など